# David O. Selznick
David O. Selznick, född 10 maj 1902 i Pittsburgh i Pennsylvania, död 22 juni 1965 i Los Angeles i Kalifornien, var en amerikansk filmproducent.

## Biografi
David O. Selznick arbetade för RKO från 1931, för MGM från 1933 och grundade Selznick International Pictures 1936. Under många år var han en av de tongivande producenterna i Hollywood. Hans största succé var den flerfaldigt Oscarbelönade Borta med vinden 1939. Han tilldelades Irving G. Thalberg Memorial Award 1940.
David O. Selznick var i sitt andra äktenskap gift med skådespelerskan Jennifer Jones från 1949 fram till sin död.

## Filmografi, ett urval
Listan avser produktion, om inget annat anges.
- 1932 – Hollywoods satan
- 1932 – What Price Hollywood?
- 1932 – Mänskligt villebråd (The Most Dangerous Game)
- 1933 – King Kong
- 1933 – Middag kl. 8
- 1933 – Den dansande Venus
- 1934 – En Manhattan-melodram
- 1935 – David Copperfield
- 1935 – Hjärter i trumf (även manus)
- 1935 – Anna Karenina
- 1935 – I skuggan av giljotinen
- 1936 – Lille lorden
- 1936 – Draculas dotter (manus)
- 1936 – Allahs trädgårdar
- 1937 – Skandal i Hollywood (även manus)
- 1937 – Fången på Zenda
- 1937 – Ingenting är heligt (även manus)
- 1938 – Tom Sawyers äventyr
- 1939 – Som skapta för varann
- 1939 – Intermezzo
- 1939 – Borta med vinden
- 1940 – Rebecca
- 1944 – Osynliga länkar (även manus och regi)
- 1944 – Vi ses igen (ej krediterad)
- 1945 – Trollbunden
- 1946 – Duell i solen (även manus och regi)
- 1947 – En kvinnas hemlighet (även manus)
- 1948 – Porträtt av Jennie (även manus)
- 1949 – Den tredje mannen (ej krediterad)
- 1953 – Ödets perrong (ej krediterad)
- 1957 – Farväl till vapnen (ej krediterad)